# عبد الرحيم لحبيبي
عبد الرحيم لحبيبي روائي مغربي. ولد في أسفي بالمغرب سنة 1950. درس في كلية الآداب والعلوم الإنسانية في مدينة فاس وحصل على شهادة اللغة العربية سنة 1970. عمل مدرسا بالتعليم الثانوي 12 عاما ويعمل منذ 1984 مفتشا تربويا حتى اليوم.

## رواياته
- خبز وحشيش وسمك (2008)
- سعد السعود (2010)
- تغريبة العبدي المشهور بولد الحمرية (2013)، فازت بجائزة الشباب للكتاب المغربي سنة 2016 ورُشحت في القائمة القصيرة لجائزة البوكر العالمية للرواية العربية 2014.[1] فازت بجائزة القراء الشباب للكتاب المغربي في دورتها الأولى سنة 2016